# Yiqing Yin
Yiqing Yin est une styliste française d'origine chinoise, « Membre invité » de la Chambre syndicale de la haute couture depuis janvier 2012 et a reçu l'appellation Haute couture le 16 décembre 2015.

## Parcours
Yiqing Yin, après avoir quitté la Chine à l'âge de quatre ans, passe une partie de son enfance en France puis en Australie. Elle revient en France terminer ses études et obtient son diplôme de l'École Nationale Supérieure des Arts Décoratifs (ENSAD) à Paris.
Elle gagne plusieurs prix tel que le « Prix de la création de la ville de Paris » et celui de l'ANDAM (Association Nationale Des Arts de la Mode) en 2011 et accède au calendrier officiel de la haute couture en tant que « membre invité » en juillet 2012 pour défiler à la galerie Nikki Diana Marquardt en parallèle des maisons de couture. Les premières critiques pour ce défilé furent positives.
Elle élabore des vêtements avec une multitude de plis qui parfois font ressortir des têtes de félins. Ses robes sont utilisées dans des magazines de mode ainsi que dans des publicités, dont les courts métrages publicitaires L'Odyssée de Cartier, Discover your light pour Swarovski, et La Légende de Shalimar pour Guerlain, tous réalisés par Bruno Aveillan. Parfaite ambassadrice de son travail, la charismatique Yiqing Yin sait aussi se mettre en scène. En 2013, Audrey Tautou présente le festival de Cannes, en tant que maîtresse de cérémonie en Yiqing Yin, ce qui fait bénéficier la créatrice d'une exposition médiatisée,.
En 2014, elle prend la direction artistique de la maison Léonard, qu'elle quitte début décembre 2015 afin de se consacrer pleinement à sa propre ligne et maison.
Le 16 décembre 2015, la commission de classement Couture Création du Ministère de l'Industrie réunie à la Fédération française de la couture décerne l'appellation Haute couture à la créatrice Yiqing Yin. Elle fait donc maintenant partie d'un cercle très restreint de maisons ayant cette appellation tel que : Chanel, Christian Dior, Maison Martin Margiela... Elle a été récompensée aux Globes de Cristal en 2015 dans la catégorie Meilleur créateur de mode.